# Modesto City-County Airport
Modesto City-County Airport (IATA: MOD, ICAO: KMOD) is een openbare luchthaven in de Amerikaanse staat Californië, bij Modesto in Stanislaus County. Het vliegveld ligt op de oever van de Tuolumne River ten zuidoosten van het stadscentrum.

## Geschiedenis
De luchthaven opende in 1918, als het eerste vliegveld in het land in het bezit van een gemeente of stad. In 1929 verhuisde het vliegveld naar haar huidige locatie. De oppervlakte nam toe tot 176 hectare. In de jaren 50 kwam er een tweede startbaan bij. Tijdens de Tweede Wereldoorlog heette het vliegveld Modesto Auxiliary Airfield (No 3) in plaats van Modesto Municipal Airport. In 1955 werden stad en county partners en kreeg de luchthaven haar huidige naam. In 1991 werd een vernieuwde passagiersterminal geopend.